# الفريديس (بيت لحم)
الفريديس قرية فلسطينية، من قرى محافظة بيت لحم، تُدار بواسطة بلدية بيت تعمر. وهي من القرى التي احتلتها إسرائيل خلال حرب 1967.

## التاريخ

### الحكم الأردني
أوائل خمسينيات القرن العشرين أتُبعت القرية للإدارة الأردنية بعد حرب 1948 نتيجةً لاتفاقيات الهدنة عام 1949.

### حرب 1967
وقعت القرية تحت الاحتلال الإسرائيلي بعد حرب 1967.

### السلطة الفلسطينية
بعد تأسيس السلطة الوطنية الفلسطينية عام 1994 نتيجةً لاتفاق السلام بين منظمة التحرير الفلسطينية وإسرائيل عام 1993، تسلمت القرية ووضعتها تحت سيطرتها المدنية والأمنية.

## السكان
بلغ عدد سكان قرية الفريديس عام 2017 حوالي (1,095) نسمة وفق الجهاز المركزي للإحصاء الفلسطيني.